# Св. св. Константин и Елена (Струмица)
Вижте пояснителната страница за други значения на Св. св. Константин и Елена.
„Св. св. Константин и Елена“ (на гръцки: Άγιοι Κωνσταντίνος και Ελένη) е бивша православна църква в град Струмица, днес в Северна Македония.

## История
„Свети Димитър“ и „Св. св. Константин и Елена“ са единствените църкви в Струмица до 60-те години на XIX век, тогава принадлежащи към единствената църква в града – Вселенска патриаршия. През 1858 година младите Арсени Костенцев от Щип и Евтим Ранеников от Струмица за Петровден служат на български в църквата. Ранеников чете апостола, а Костенцев пее черковни песни.
През август 1869 година голям пожар обхваща почти целия град, включително и двете църкви. Струмишките българи искат да превземат „Св. св. Константин и Елена“ след пожара. Смятайки, че може да им се учини, защото в града има две църкви, гръците, т.е. гъркоманите, възобновяват само „Св. Димитър“, а на мястото на „Св. св. Константин и Елена“ построяват училищно здание, в което оттогава се помещава гръцкото мъжко първоначално училище в града.